# 片岡市蔵 (初代)
初代 片岡市蔵（しょだい かたおか いちぞう、寛政4年〈1792年〉 - 文久2年7月22日〈1862年8月17日〉）とは、江戸時代の歌舞伎役者。俳名は我丈・我升、屋号は竹田屋・天満屋・松島屋。
敵役の藤川鐘九郎の三男。はじめ藤川鐘三郎と名乗って父のもとで修行し、後に鐘彌と名を改める。文化7年（1810年）、七代目片岡仁左衛門の門下となり、名も片岡市蔵と改め大坂の宮地芝居や浜芝居の舞台に出る。その後も大坂を中心に京都、名古屋、伊勢、江戸にも出向き舞台を勤めた。父鐘九郎の芸を受け継いで実悪の役を演じ、「実悪の親玉」といわれたが、安政のころになると眼病を患い舞台を休みがちとなり、文久2年5月、高齢という事もあり角の芝居に出たのを最後に舞台から引退した。大柄で実悪を本領としたが世話物や老役も得意であった。門人に二代目片岡市蔵がいる。